# Tennessee whiskey
Il Tennessee whiskey è una varietà di whiskey statunitense originario dello stato del Tennessee.

## Composizione
È costituito da una base comprendente almeno il 51% di mais (tipicamente l'80%), orzo e segale. Di colore dorato, ha una gradazione alcolica del 43%.
Rispetto ai classici bourbon, il Tennessee whiskey è caratterizzato dalla tipica filtrazione con carbonella di acero bianco del Tennessee dopo la distillazione. L'invecchiamento va dai 5 ai 7 anni e oltre in fusti di rovere nuovi bruciati internamente.
Sebbene possiedano i requisiti per poter essere definito bourbon, i Tennessee whiskey presenti sul mercato non vengono etichettati come tali.

## Il processo produttivo
A determinare il gusto complessivo del Tennessee whiskey è la poltiglia, che comprende mais, segale e orzo maltato. I cereali non maltati (mais e segale) vengono cotti a vapore per circa 3 ore in ‘forming ’, enormi contenitori di rame. In questo modo, le molecole di amido contenute nei cereali si rompono venendo così a contatto con un particolare enzima dell'orzo maltato che trasforma l'amido in zucchero. Ai cereali viene poi aggiunta l'acqua pura, ricca di minerali delle sorgenti, formando così una miscela fermentescibile chiamata ‘mash’. Viene usato per la fermentazione il processo detto sour mash: una parte del prodotto fatto in precedenza viene utilizzata per cominciare un altro prodotto o per favorirne l'omogeneità. Il distillatore principale utilizza come minimo un quarto del ‘mash’, ricco di lieviti, prodotto il giorno prima (Stillage) per iniziare il processo di fermentazione di un nuovo ‘batch’: questo per ottenere una continuità di gusto. Il ‘mash’ fermenta lentamente per circa 5 giorni. Alla fine si otterrà una ‘Distiller's Beer', contenente circa il 10% a.b.v. (alcool by volume).
Il processo di distillazione estrae l'alcool dalla ‘Distiller's Beer' e avviene tramite un processo continuo in ‘Patent Still’: un distillatore di rame a colonna, alto decine di metri. I vapori di alcool vengono raccolti e condensati ottenendo così un distillato a 70 gradi (140 proof). Prima di essere messo in botti per l'invecchiamento, il distillato viene sottoposto ad un processo di filtrazione attraverso carboni vegetali conosciuto come ‘charcoal mellowing’, allo scopo di ottenere un prodotto con caratteristiche di morbidezza e rotondità. Questo processo consiste nel far scendere goccia dopo goccia whisky appena prodotto, facendolo passare attraverso uno spessore di circa tre metri di carbone vegetale di acero zuccherino. L'intero processo dura dieci giorni, durante i quali whisky assorbe l'essenza del carbone vegetale, raffina l'acquavite e gli dona un sapore e un aroma caratteristici. Il carbone d'acero è uno degli elementi fondamentali in quanto ricco di calcio. Grazie a tale proprietà ammorbidisce l'asprezza dell'alcolico, tipica dei distillati appena prodotti, ottenendo un prodotto meno ruvido e più pulito.
Durante l'invecchiamento, nei magazzini a 10 piani, i barili di whiskey “respirano”. Questo fenomeno fa sì che nel primo anno una percentuale del volume di alcool che va dall'8% al 10% evapori. Il processo di evaporazione prosegue anche negli anni successivi per una percentuale di 4-5% a barile. Prima dell'imbottigliamento, un whiskey di buona qualità può perdere fino al 30% circa del proprio volume originale. Il processo di invecchiamento è influenzato da vari fattori che contribuiscono all'aroma, al profumo e al colore caratteristici di questi prodotti. Le escursioni termiche stagionali accentuate da un clima particolare, nonché dal microclima che si crea all'interno dei magazzini di invecchiamento, determinano i diversi momenti di maturazione.
L'invecchiamento avviene in botti nuove di quercia bianca americana tostata all'interno, che donano al distillato qualità uniche di aroma, profumo e gusto. Mentre il whiskey invecchia all'interno del barile, il legno si contrae e si dilata a seconda delle variazioni climatiche esterne. In queste fasi, il whiskey e il legno si scambiano reciprocamente proprietà ed aromi. Questa miscela dà al whiskey il gusto affumicato e il colore ambrato. Il via al processo di imbottigliamento viene dato dal Master Distiller, il Mastro Distillatore, che, grazie alla sua esperienza, ha la capacità di capire quando il tempo di maturazione ottimale viene raggiunto.

## Produttori
- George Dickel
- Jack Daniel's